# Granata stordente

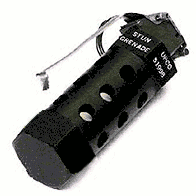
M84 Stun Grenade - USA

La granata stordente (nota come stun grenade, flashbang, thunderflash o sound bomb in lingua inglese) è un tipo di arma non letale a scopo incapacitante in modo temporaneo.

## Funzionamento e utilizzo
Alla sua esplosione la granata genera un intenso lampo luminoso che stimola i fotorecettori delle cellule dell'occhio, provocando un accecamento di circa 5 secondi. Dopodiché nella vittima rimane un'immagine residua degli attimi prima dell'esplosione impacciandone la mira. Inoltre il rumore generato dalla granata ha lo scopo di assordare il nemico andando ad influenzare il liquido presente nelle orecchie provocando una perdita d'equilibrio.
Lo scopo dell'arma è quello di stordire, confondere ed incapacitare per alcuni secondi il nemico, allo scopo di poter operare azioni tattiche in maggior sicurezza. L'uso dei dispositivi tipo flashbang è particolarmente diffuso nel contesto delle operazioni speciali, di antiterrorismo e di recupero ostaggi, in quanto permette alle forze d'azione l'esecuzione di irruzioni più sicure ed efficaci, impedendo di fatto ai nemici di reagire o di colpire gli ostaggi.

## Storia
I primi modelli di dispositivi incapacitanti di questo tipo furono sviluppati dal corpo anti-terrorista britannico Special Air Service (SAS).

## Caratteristiche
Si tratta di un dispositivo incapacitante basato sugli effetti di stordimento e saturazione sensoriale a breve termine, causati da un'intensissima stimolazione uditiva e visiva, senza la produzione di una quantità significativa di energia cinetica (danni da concussione), frammenti metallici (danni da perforazione) o termici (danni da calore); a parte l'aspetto esteriore, è quindi operativamente molto diversa, per scopi e principi di funzionamento, da una granata intesa nel senso classico del termine.
Le attuali granate stordenti presenti nelle TOE NATO (quali le M84 statunitensi) sono in grado di generare, per un brevissimo periodo di tempo, una luminosità di diversi milioni di candele, ed un'intensità sonora di oltre 170 dB.